# Femme à la guitare (Picasso)
Pour les articles homonymes, voir Femme à la guitare.
Femme à la guitare est un tableau réalisé par Pablo Picasso en 1911-1914. Cette huile sur toile est le portrait cubiste d'une guitariste. Elle est conservée au Kunstmuseum, à Bâle, en Suisse.

## Expositions
- Le Cubisme, Centre national d'art et de culture Georges-Pompidou, Paris, 2018-2019.